# Purple Tree Records
Purple Tree Records ist ein Schweizer Independent-Label.

## Geschichte
Gegründet wurde das Label 1997 in Zürich. Purple Tree Records produziert und vertreibt elektronisch geprägte Musik aus den Bereichen Ambient, Experimental, Electronica und Noise.

## Künstler
Zu den Künstlern, die unter diesem Label ihre Werke veröffentlicht haben, gehören Suburban Skulls, Reiz Trigger, Aulait, Katja Böhler, Smaak Massaker und Negative Trip.

## Releases
| Album                              | Jahr | Index  |
| ---------------------------------- | ---- | ------ |
| Suburban Skulls - EcstasyJointHell | 1997 | PTR001 |
| Suburban Skulls - Devect System    | 1999 | PTR002 |
| Negative Trip - EU                 | 2000 | PTR003 |
| Suburban Skulls - Tenebre 491      | 2001 | PTR004 |
| Negative Trip - Parasite Psychotic | 2005 | PTR005 |
| Aulait - Modern Slaves             | 2010 | PTR006 |
| Negative Trip - Drug Time          | 2013 | PTR007 |
| Reiz Trigger - Concrete Error      | 2013 | PTR008 |